# Столяр, Мордхэ
Моте (Мордхэ) Сто́ляр (идиш מרדכי סטאָליאַר‎; исп. Matias Stoliar; 1886, Тирасполь Херсонской губернии — 24 июля 1951, Буэнос-Айрес, Аргентина) — еврейский писатель, редактор и журналист. Писал на идише.

## Биография
Моте Столяр родился в Тирасполе в семье меламеда Арн-Дувид и Нехомы Столяр, один из одиннадцати детей. Вскоре после его рождения вся семья перебралась в Кишинёв, а после погрома 1905 года — Столяр с сёстрами уехал в Аргентину. Открыл в Буэнос-Айресе первый еврейский книжный магазин, который вскорости превратился в центральный салон еврейской интеллигенции города.
В 1914 году основал и стал владельцем первой ежедневной еврейской газеты в Аргентине «Ди Идише Цайтунг» (теперь El Diario Israelita — Еврейская газета), с 1930 года и до конца жизни — главный редактор газеты. «Ди Идише Цайтунг» — одно из двух, с конкурирующей «Ди Пресэ» под редакцией Пине Каца, выходящих в ту пору в Буэнос-Айресе ежедневных еврейских изданий; считалась одной из самых влиятельных газет на идише в мире. В номере от 25 сентября 1946 года опубликовал анонимный рассказ (Цви Колица) «Йосл Раковерс Вэндунг Цу Гот» (Обращение Йосла Раковера к Богу), многократно переиздававшийся и переведённый на разные языки, одно из самых знаменитых произведений на тему Холокоста. В 1955 году союз еврейских литераторов Аргентины учредил премию им. Мордхэ Столяра, присуждаемую за лучшие произведения года на идише или иврите.
Шурин Столяра — Педро Шпринберг (1886—1974), уругвайский журналист и издатель.